# Angela McRobbie
Angela McRobbie (nacida en 1951) es feminista, profesora, socióloga y teórica británica de los estudios culturales. McRobbie combina el estudio de diferentes dimensiones de la cultura juvenil con el desarrollo de la teoría cultural y política.

## Biografía
McRobbie hizo sus estudios de posgrado en el Centro de Estudios Culturales contemporáneos en la Universidad de Birmingham. Enseñó en Londres, luego en la Universidad de Loughborough y es Profesora de Comunicaciones en la Universidad de Goldsmiths, Londres.

## Obra
Su trabajo más conocido gira en torno al análisis del género en la cultura juvenil. Ella fue crítica respecto al trabajo de las subculturas del CCCS realizado por Paul Willis y Dick Hebdige, por su falta de consideración del género. Más aún, subrayó la necesidad de analizar la naturaleza de la vida cultural de las mujeres jóvenes, en orden a establecer si se estructuraba de un modo diferente de aquel de los chicos. Este enfoque llevó a escribir sobre la cultura de la feminidad, los romances, la música pop y la cultura “teenybop”, la revista para chicas “Jackie”, entre otras cosas. Estos ensayos pueden encontrarse en "Feminism and Youth Culture" (1991).
McRobbie refinó su enfoque y las implicaciones de su investigación en los '80. Discutió la importancia del baile en las culturas de las jóvenes y analizó el desarrollo de la economía informal en los marcados de segunda mano, en su publicación "Zoot Suits and Second-hand Dress" (1989). Los cambios culturales en materia de género hacen a su reconsideración de algunos de sus primeros argumentos. Estudiando la cultura rave y la oportunidad que proveen de nuevos roles para las mujeres jóvenes, discute el cambio y la pérdida de centralidad de lo pop en revistas para chicas jóvenes, tal como Just Seventeen. Estos aspectos fueron conectados con la influencia de los debates acerca del posmodernismo en la teoría y la cultura, lo que será encontrado en Posmodernismo y cultura popular de 1994.
Los ensayos de McRobbie han tenido un gran impacto en la consideración de la cultura juvenil. Ha estado al frente de los argumentos que enfatizan la importancia de tomar en cuenta al género y de examinar las versiones masculinistas en el trabajo de escritores varones. En los '90, McRobbie se convirtió en una de las analistas más sofisticadas de revistas para mujeres jóvenes. Estudió detalladamente cómo las revistas han cambiado desde los '70 y se ha preguntado repetidamente acerca de qué clase de revistas querrían las feministas.

### Publicaciones
- Zoot Suits and Second-hand Dress (1989)
- Feminism and Youth Culture (1991)
- Postmodernism and Popular Culture (1994)
- British Fashion Design: Rag Trade or Image Industry? (1998)
- In the Culture Society: Art, Fashion and Popular Music (1999)
- The Uses of Cultural Studies: A Textbook (2005)
- The Aftermath of Feminism: Gender, Culture and Social Change (2009)